# Newton Abbot
Koordinaten: 50° 32′ N, 3° 37′ W

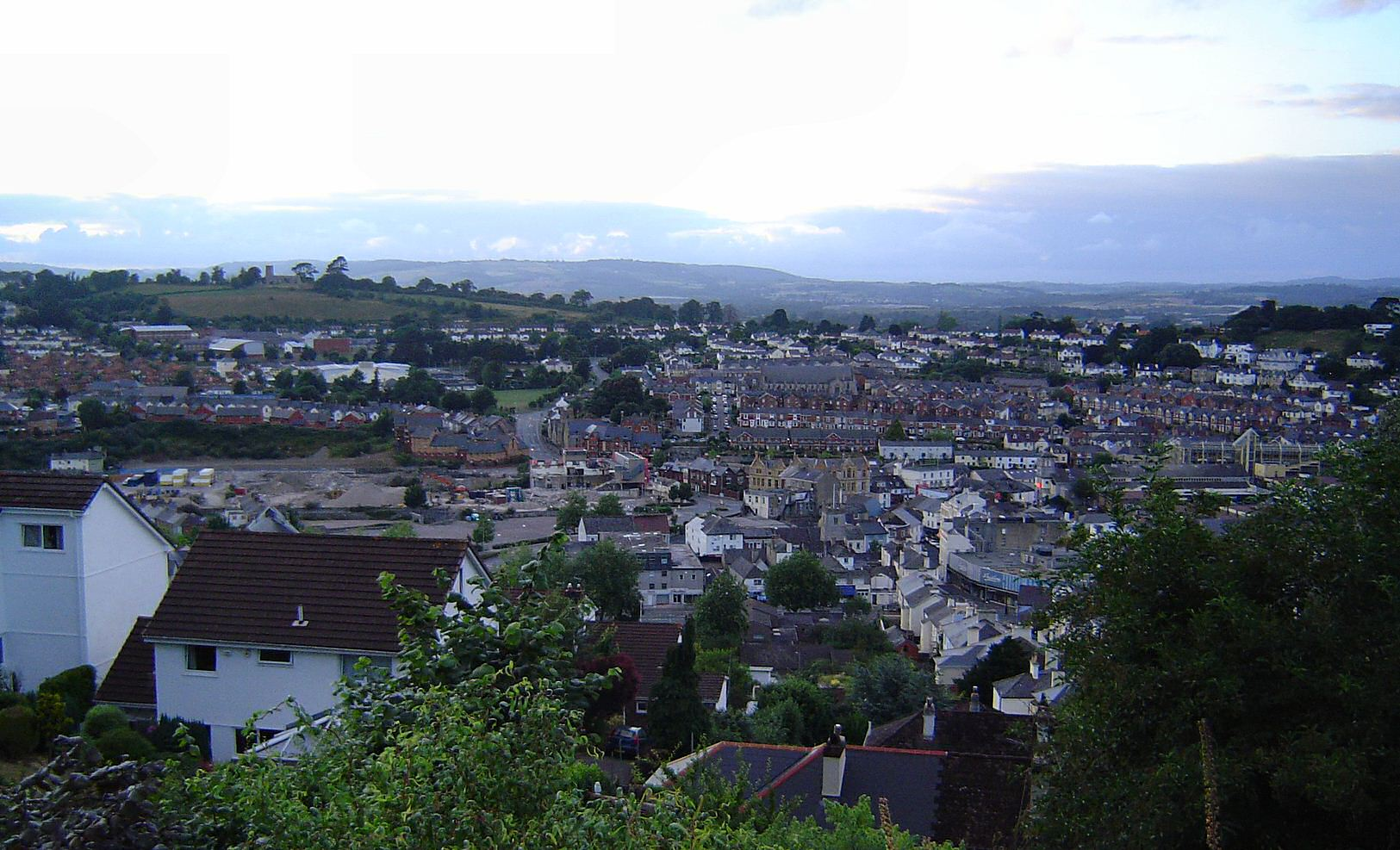
Blick auf Newton Abbot vom Wolborough Hill (2005)

Newton Abbot ist eine Stadt im Südwesten Englands. Newton Abbot liegt in der Grafschaft Devon, hat 25.556 Einwohner (Stand: 2011) und ist der Verwaltungssitz des Distrikts Teignbridge. Die Entfernung zum nordöstlich gelegenen Exeter beträgt etwa 30 Kilometer.

## Städtepartnerschaften
Newton Abbot hat 1979 zwei Partnerschaften geschlossen.
- Die deutsche Partnerstadt ist Besigheim in Baden-Württemberg.
- Die französische Partnerstadt ist Ay in der Champagne.

## Persönlichkeiten

### Töchter und Söhne der Stadt
- William Knox D’Arcy (1849–1917), Unternehmer
- Frank Matcham (1854–1920), Architekt
- Sir Leslie Rundle GCB, GCMG, GCVO, DSO (1856–1934), Offizier
- Alfred Powlesland (1875–1941), Cricketspieler
- Ivy Williams (1877–1966), Rechtsanwältin und Hochschullehrerin
- Charles Campbell (1881–1948), Regattasegler
- John Albert Newton Friend (1881–1966), Chemiker
- John Noel (1890–1989), Bergsteiger, Fotograf, Filmemacher und Sachbuchautor
- Norah Baring (1907–1985), Schauspielerin
- Rupert Neve (1926–2021), Elektronikingenieur
- Alan Channing (* 1948), britisch-südafrikanischer Herpetologe
- William Shaw (* 1959), Journalist und Autor
- Peter Truscott, Baron Truscott (* 1959), Politiker der Labour Party
- Mark Mylod (* 1965), Film- und Fernsehregisseur und Fernsehproduzent
- Sergio Pizzorno (* 1980), Gitarrist und Songwriter

### Weitere Persönlichkeiten
- Die Afrikaforscher Samuel White Baker (1821–1893) und seine Frau Florence Baker (1841–1916) lebten hier mit Unterbrechungen von 1874 bis zu ihrem Tode.